# Сінне (Казахстан)
Сі́нне (каз. Сенное) — село у складі Улькен-Наринського району Східноказахстанської області Казахстану. Входить до складу Новополяковського сільського округу.
Населення — 214 осіб (2021; 285 у 2009, 317 у 1999, 327 у 1989).
Національний склад станом на 1989 рік:
- росіяни — 100 %